# 斯科雷菲耶爾山
66°27′S 53°57′E / 66.450°S 53.950°E
斯科雷菲耶爾山，是南極洲的山峰，位於恩德比地，處於大霍納肯山東北面17公里，屬於內皮爾山脈的一部分，挪威製圖師根據該國拍攝的空中照片繪入地圖，現時由南極條約體系管理。